# 李渤

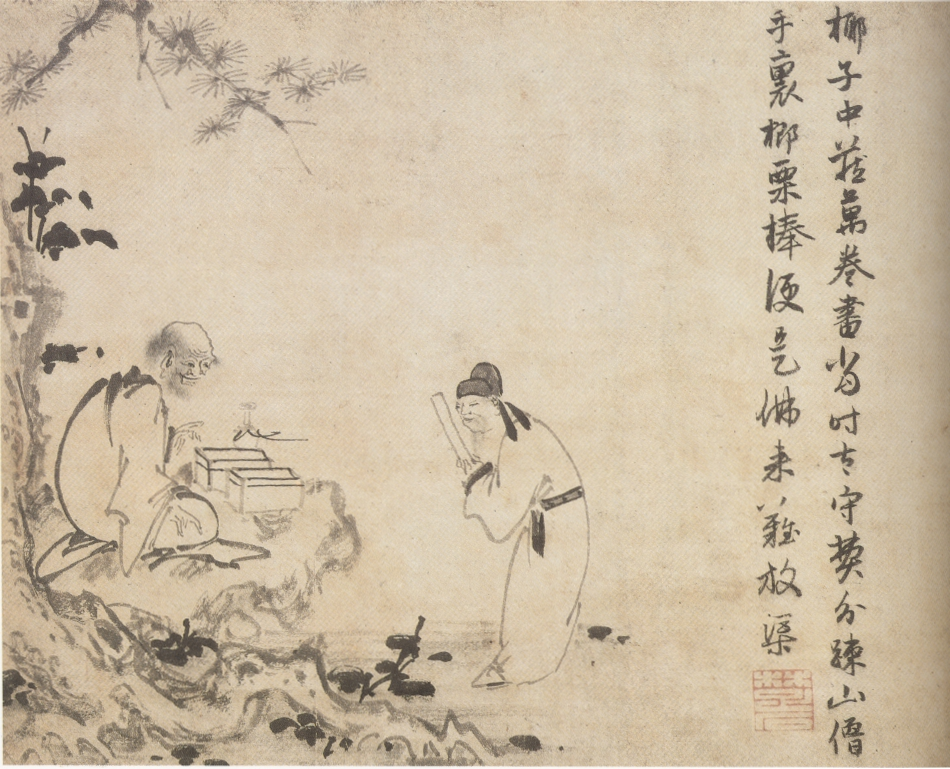
李渤与智常禅师相交甚厚，二人曾留下“芥子纳须弥”公案。《紙本墨画禅機图断簡》，因陀羅画，现藏于日本畠山纪念馆

李渤（773年—831年），字濬之，号白鹿先生，排行十。殿中侍御史李钧之子，洛陽人。

## 生平
唐德宗贞元中与兄李涉偕隐庐山白鹿洞，十九年（803年）移居嵩山。唐宪宗元和八年（813年）以左拾遗徵，不至，移家洛阳。九年上书，拜著作郎。十一年迁右补阙，累历考功员外郎。元和十五年（820年）十一月，定京考官，他不避權幸，曾上書言宰臣萧俛等平庸誤國，其性情粗放，令權臣所顧忌。穆宗长庆元年（821年）宰相杜元穎等奏贬為虔州（今江西贛州）刺史，任上奏还信州所移的税钱二百万貫，免税米二万斛，又裁减役夫一千六百人，不滿一年，移江州刺史，累迁给事中。
敬宗宝历元年（825年）鄠縣縣令崔發因誤辱中官下獄，李渤替崔發鳴不平，反被誣為同黨，又出京为桂州刺史，兼御史中丞，改桂管观察使，二年以疾罢归。文宗大和五年（831年）徵为太子宾客，是年七月卒。《全唐诗》存诗五首。
他讀書的地方「白鹿洞」，後世幾經擴建為白鹿洞書院，位列中國四大書院之首。

## “芥子纳须弥”逸聞
宋代释赞宁《宋高僧传》记载李渤任江州刺史时曾与白居易一起去拜访过智常禅师：李问曰：「佛經上說『须弥纳芥子、芥子纳须弥』，小小的芥子怎麼能容得下龐大的须弥山？」智常禪師反問：「人人都說閣下讀過萬卷書是真的嗎？」李回：「確實如此。」禪師曰：「閣下身型也不過才幾尺，怎麼能裝得下萬卷書呢？」李低頭無語沉思，想通之後讚嘆禪師的精妙譬喻。

## 延伸阅读
[在维基数据编辑]
 在维基文库阅读此作者作品
 《舊唐書·卷171》，出自刘昫《舊唐書》
 《新唐書·卷118》，出自《新唐書》